# Сборная Сербии по футболу
Сбо́рная Се́рбии по футбо́лу (серб. Фудбалска репрезентација Србије) — национальная команда, представляющая Сербию в международных турнирах и встречах по футболу. Является правопреемником сборных Югославии и Сербии и Черногории. Существовала как сборная Югославии до февраля 2003 года, затем выступала как сборная Сербии и Черногории, с 28 июля 2006 — как сборная Сербии.
По состоянию на 3 апреля 2025 года сборная в рейтинге ФИФА занимает 31-е место.

## Достижения на чемпионатах мира
| Чемпионат | Отборочный турнир               | Групповой этап                        | Плей-офф                              |
| --------- | ------------------------------- | ------------------------------------- | ------------------------------------- |
| 1930—1990 | см. Югославия                   | см. Югославия                         | см. Югославия                         |
| 1994—2006 | см. Сербия и Черногория         | см. Сербия и Черногория               | см. Сербия и Черногория               |
| 2010      | Победитель в группе 7 зоны УЕФА | 4 место в группе D, выбыла из участия | 4 место в группе D, выбыла из участия |
| 2014      | 3 место в группе A зоны УЕФА    | не квалифицировалась                  | не квалифицировалась                  |
| 2018      | Победитель в группе D зоны УЕФА | 3 место в группе E, выбыла из участия | 3 место в группе E, выбыла из участия |
| 2022      | Победитель в группе A зоны УЕФА | 4 место в группе G, выбыла из участия | 4 место в группе G, выбыла из участия |

## Достижения на чемпионатах Европы
| Чемпионат | Отборочный турнир                                  | Групповой этап             | Плей-офф                |
| --------- | -------------------------------------------------- | -------------------------- | ----------------------- |
| 1960—1992 | см. Югославия                                      | см. Югославия              | см. Югославия           |
| 1996—2004 | см. Сербия и Черногория                            | см. Сербия и Черногория    | см. Сербия и Черногория |
| 2008      | Третье место в группе А                            | не квалифицировалась       | не квалифицировалась    |
| 2012      | Третье место в группе С                            | не квалифицировалась       | не квалифицировалась    |
| 2016      | Четвёртое место в группе I                         | не квалифицировалась       | не квалифицировалась    |
| 2020      | Третье место в группе B Проигрыш в стыковых матчах | не квалифицировалась       | не квалифицировалась    |
| 2024      | Второе место в группе G                            | Четвёртое место в группе C | —                       |

## Тренеры сборной
| Тренер                   | Сроки                        | Матчи | Матчи  | Матчи | Матчи     | результативность, в % | результативность, в % | результативность, в % | результативность, в % |
| Тренер                   | Сроки                        | Всего | Победы | Ничьи | Поражения | Победы                | Ничьи                 | Поражения             |                       |
| ------------------------ | ---------------------------- | ----- | ------ | ----- | --------- | --------------------- | --------------------- | --------------------- | --------------------- |
| Хавьер Клементе          | август 2006 — декабрь 2007   | 16    | 7      | 7     | 2         | 43,75                 | 43,75                 | 12,5                  |                       |
| Мирослав Джукич          | февраль 2008 — август 2008   | 5     | 0      | 2     | 3         | 0,0                   | 40,0                  | 60,0                  |                       |
| Радомир Антич            | август 2008 — сентябрь 2010  | 29    | 18     | 3     | 8         | 62,1                  | 10,3                  | 27,6                  |                       |
| Владимир Петрович        | сентябрь 2010 — октябрь 2011 | 13    | 5      | 3     | 5         | 38,5                  | 23,1                  | 38,5                  |                       |
| Радован Чурчич (и. о.)   | октябрь 2011 — май 2012      | 5     | 2      | 1     | 2         | 40                    | 20                    | 40                    |                       |
| Синиша Михайлович        | май 2012 — ноябрь 2013       | 6     | 1      | 2     | 3         | 16,7                  | 33,3                  | 50,0                  |                       |
| Любинко Друлович (и. о.) | 2014                         | 4     | 2      | 1     | 1         | 50                    | 25                    | 25                    |                       |
| Дик Адвокат              | июль 2014 — ноябрь 2014      | 4     | 0      | 2     | 2         | 0,0                   | 50                    | 50                    |                       |
| Радован Чурчич           | ноябрь 2014 — апрель 2016    | 11    | 5      | 0     | 6         | 45,45                 | 0                     | 55,55                 |                       |
| Славолюб Муслин          | апрель 2016 — октябрь 2017   | 15    | 8      | 5     | 2         | 53,33                 | 33,33                 | 13,33                 |                       |
| Младен Крстаич           | октябрь 2017 — июнь 2019     | 19    | 9      | 5     | 5         | 47,36                 | 26,32                 | 26,32                 |                       |
| Любиша Тумбакович        | июнь 2019 — декабрь 2020     | 14    | 6      | 5     | 3         | 42,86                 | 35,71                 | 21,43                 |                       |
| Илия Столица             | 2021                         | 2     | 0      | 2     | 0         | 00,00                 | 100,00                | 00,00                 |                       |
| Драган Стойкович         | с марта 2021                 | 7     | 4      | 2     | 1         | 57,14                 | 28,57                 | 14,29                 |                       |

## Состав сборной
Следующие игроки были вызваны в состав сборной главным тренером Драганом Стойковичем для участия в матчах Лиги наций УЕФА против сборной Австрии, которые прошли 20 и 23 марта 2025 года.
Игры и голы приведены по состоянию на 23 мая 2025 года:
| 1  | Вр  | Предраг Райкович    | 31 октября 1995 (29 лет)  | 41 | —  | Аль-Иттихад           |  |  |
| 12 | Вр  | Джордже Петрович    | 8 октября 1999 (25 лет)   | 5  | —  | Страсбур              |  |  |
| 21 | Вр  | Александр Йованович | 6 декабря 1992 (32 года)  | 1  | —  | Партизан              |  |  |
|    |     |                     |                           |    |    |                       |  |  |
| 2  | Защ | Огнен Мимович       | 17 августа 2004 (20 лет)  | 2  | 0  | Зенит Санкт-Петербург |  |  |
| 3  | Защ | Страхиня Павлович   | 24 мая 2001 (24 года)     | 44 | 4  | Милан                 |  |  |
| 4  | Защ | Никола Миленкович   | 12 октября 1997 (27 лет)  | 64 | 3  | Ноттингем Форест      |  |  |
| 7  | Защ | Алекса Терзич       | 17 августа 1999 (25 лет)  | 9  | 1  | Ред Булл Зальцбург    |  |  |
| 13 | Защ | Ян-Карло Симич      | 2 мая 2005 (20 лет)       | 4  | 0  | Андерлехт             |  |  |
| 15 | Защ | Срджан Бабич        | 22 апреля 1996 (29 лет)   | 10 | 1  | Спартак Москва        |  |  |
| 16 | Защ | Страхиня Эракович   | 22 января 2001 (24 года)  | 14 | 1  | Зенит Санкт-Петербург |  |  |
|    |     |                     |                           |    |    |                       |  |  |
| 5  | ПЗ  | Неманья Максимович  | 26 января 1995 (30 лет)   | 55 | 1  | Панатинаикос          |  |  |
| 6  | ПЗ  | Неманья Гудель      | 16 ноября 1991 (33 года)  | 68 | 1  | Севилья               |  |  |
| 10 | ПЗ  | Саша Лукич          | 13 августа 1996 (28 лет)  | 54 | 2  | Фулхэм                |  |  |
| 11 | ПЗ  | Лазар Самарджич     | 24 февраля 2002 (23 года) | 19 | 1  | Аталанта              |  |  |
| 17 | ПЗ  | Велько Бирманчевич  | 5 марта 1998 (27 лет)     | 12 | 0  | Спарта Прага          |  |  |
| 19 | ПЗ  | Мирко Топич         | 5 февраля 2001 (24 года)  | 4  | 0  | Фамаликан             |  |  |
| 20 | ПЗ  | Саша Зделар         | 20 марта 1995 (30 лет)    | 9  | 0  | Зенит Санкт-Петербург |  |  |
| 22 | ПЗ  | Андрия Максимович   | 5 июня 2007 (18 лет)      | 6  | 0  | Црвена звезда         |  |  |
|    |     |                     |                           |    |    |                       |  |  |
| 8  | Нап | Лука Йович          | 23 декабря 1997 (27 лет)  | 44 | 11 | Милан                 |  |  |
| 9  | Нап | Никола Штулич       | 8 сентября 2001 (23 года) | 1  | 0  | Шарлеруа              |  |  |
| 14 | Нап | Андрия Живкович     | 11 июля 1996 (29 лет)     | 54 | 1  | ПАОК                  |  |  |
| 18 | Нап | Михайло Цветкович   | 10 января 2007 (18 лет)   | 1  | 0  | Чукарички             |  |  |
| 20 | Нап | Стефан Митрович     | 15 августа 2002 (22 года) | 6  | 0  | Ауд-Хеверле Лёвен     |  |  |
| 23 | Нап | Душан Влахович      | 28 января 2000 (25 лет)   | 34 | 14 | Ювентус               |  |  |

## Форма

### Домашняя
| ЧМ–2006 | 2006–2008 | 2008–2010 | ЧМ–2010 | 2012–2014 | 2014–2016 | 2016–2018 | ЧМ–2018 | 2020–2022 | ЧМ–2022 | Евро-2024 |

### Гостевая
| ЧМ–2006 | 2006–2008 | 2008–2010 | ЧМ–2010 | 2012–2014 | 2014–2016 | 2016–2018 | ЧМ–2018 | 2020–2022 | ЧМ–2022 | Евро-2024 |

## Матчи по противникам
Сборная Сербии редко встречается со сборными из стран экс-Югославии из-за напряжённых отношений между странами.

### Хорватия
Игры против сборной Хорватии являются самыми сложными с точки зрения безопасности как зрителей, так и спортсменов. Впервые после войны между двумя странами сборные встретились в отборочном турнире ЧЕ-2000: 18 августа 1999 года игра в Белграде завершилась вничью 0:0, а игра в Загребе 9 октября 1999 года также вничью — 2:2. В следующий раз сборная уже Сербии встретилась с хорватами в отборочном турнире ЧМ-2014: 22 марта 2013 года Хорватия выиграла 2:0 в Загребе, а 6 сентября 2013 года в Белграде была зафиксирована ничья 1:1.

### Словения
Первая игра против сборной Словении произошла на ЧЕ-2000: Словения, ведя к 57-й минуте матча 3:0, после удаления Синиши Михайловича пропустила 3 мяча за 6 минут — окончательный счёт 3:3. Следующие игры сборных пришлись на отборочный турнир ЧМ-2002: 2 игры со счётом 1:1 в Любляне и Белграде.

### Россия
Матчи с Россией благодаря дружественным связям обеих стран и взаимной поддержкой болельщиков никогда не омрачались инцидентами. Всего команды провели 12 встреч, дебютная состоялась 31 мая 1995 года и носила статус товарищеской. Из 12 матчей сборная Югославии/Сербии выиграла только два матча: 20 августа 1997 года и в 2020, четыре раза потерпела поражение, а в шести встречах была зафиксирована ничья в основное время (в двух случаях исход в дальнейшем решался в серии пенальти, одну из которых россияне выиграли, а другую проиграли).

## Рекорды
- Начиная с 2 сентября 2006 года и до 11 августа 2010 года, сборная Сербии, отыграв 16 матчей, не проигрывала домашние игры. Первый проигрыш в Белграде был от сборной Греции в товарищеском матче.
- Первый гол за сборную Сербии забил 16 августа 2006 года Данко Лазович на 41 минуте первого матча сборной со сборной Чехии.
- Самую длинную беспроигрышную серию игр из 12 матчей отыграл Игор Дуляй (первый матч 16 августа 2006 с Чехией, последний — 24 марта 2007 с Казахстаном).
- Самая длинная серия побед — 5 матчей, с 28 марта по 19 августа 2009 года, под руководством Радомира Антича.

## Скандалы
- Матч 9 октября 1999 года против Хорватии, проходивший в Загребе в рамках отборочного цикла к чемпионату Европы 2000 года, сопровождался серьёзным политическим подтекстом и ознаменовался серией беспорядков: полиция вынуждена была разгонять дубинками особо ретивых хулиганов, которые боролись за право попасть на стадион «Максимир». Игра завершилась вничью 2:2, что вкупе с параллельным результатом матча Македония — Ирландия (1:1) вывело Югославию на чемпионат Европы, а Хорватию оставило даже без стыковых матчей. Игра транслировалась в Белграде на большом телеэкране, вокруг которого собрались 30 тысяч человек — после финального свистка победу отмечали во всём городе. Лидеры нескольких партий, оппозиционных Слободану Милошевичу, даже попытались воспользоваться победой и вышли на специально построенную трибуну, чтобы произнести какую-то речь, однако болельщики закидали их пивными банками[12].
- 12 октября 2010 года на седьмой минуте был остановлен отборочный матч чемпионата Европы 2012 года со сборной Италии, проходивший в Генуе. Причиной остановки стали беспорядки, устроенные сербскими болельщиками. 29 октября того же года УЕФА засчитала сборной Сербии техническое поражение 0:3 и постановила, что сербская сборная следующий отборочный матч Евро-2012 на своём поле (со сборной Северной Ирландии 25 марта 2011 года) проведёт без зрителей, а также пригрозила дисквалификацией стадиона на две игры, если в ближайшие два года беспорядки повторятся[13].
- Игра против сборной Албании в отборочном турнире ЧЕ-2016 14 октября 2014 года была остановлена из-за беспорядков с политической подоплёкой — в конце первого тайма с трибун был запущен радиоуправляемый мини-вертолёт с плакатом, где был изображён албанский герб на фоне карты Великой Албании и надписью «Автохтонность»[14]. Защитник сербов Стефан Митрович сорвал флаг, чем вызвал гнев албанских футболистов. Между игроками завязалась потасовка. После того как в избиении албанских игроков захотели поучаствовать фанаты, высыпавшие на поле, главный арбитр встречи Мартин Аткинсон увёл команды в подтрибунное помещение[15]. Сербии в итоге засчитали техническое поражение со счётом 0:3. Напряжённость между сербами и албанцами вызвана Косово: это населённая преимущественно албанцами сербская провинция объявила о независимости в 2008 году.

## Галерея

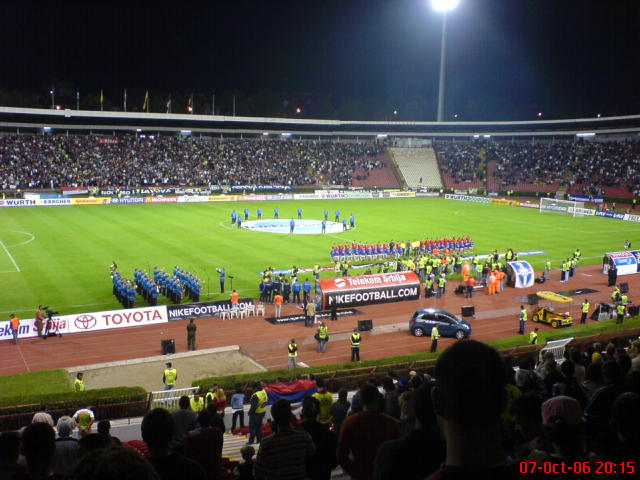
Сербия играет с Бельгией на «Црвена звезда», 7 октября, 2006
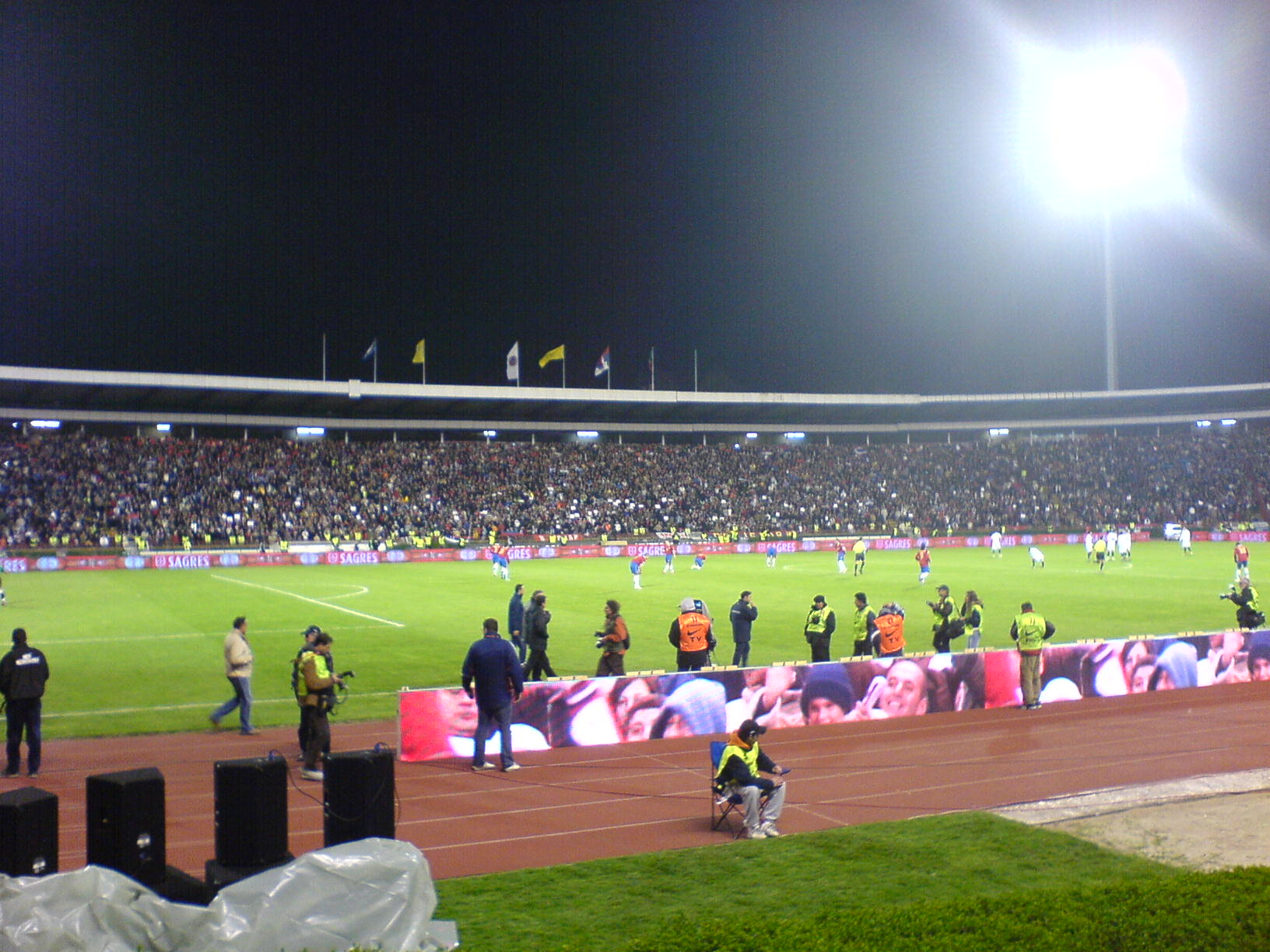
Сербия играет с Португалией, 28 марта, 2007
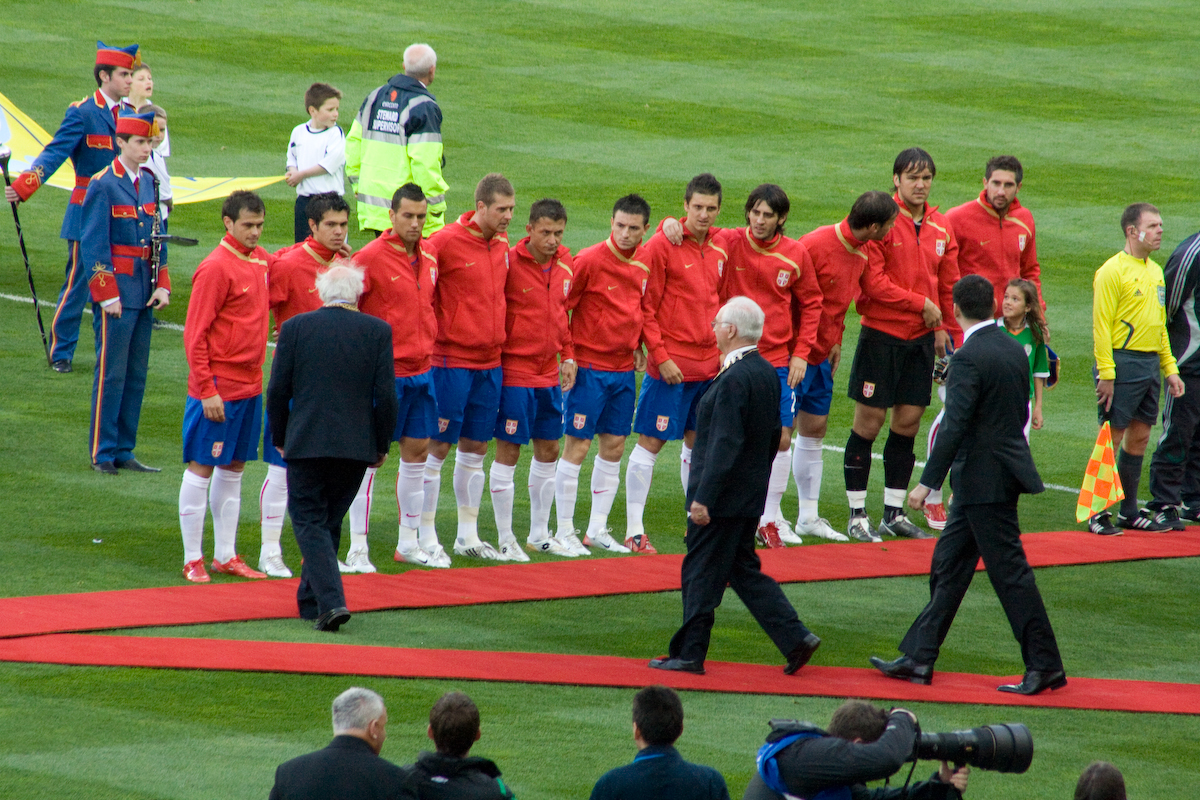
Сборная Сербии на товарищеском матче с Ирландией в Дублине, 24 мая, 2008
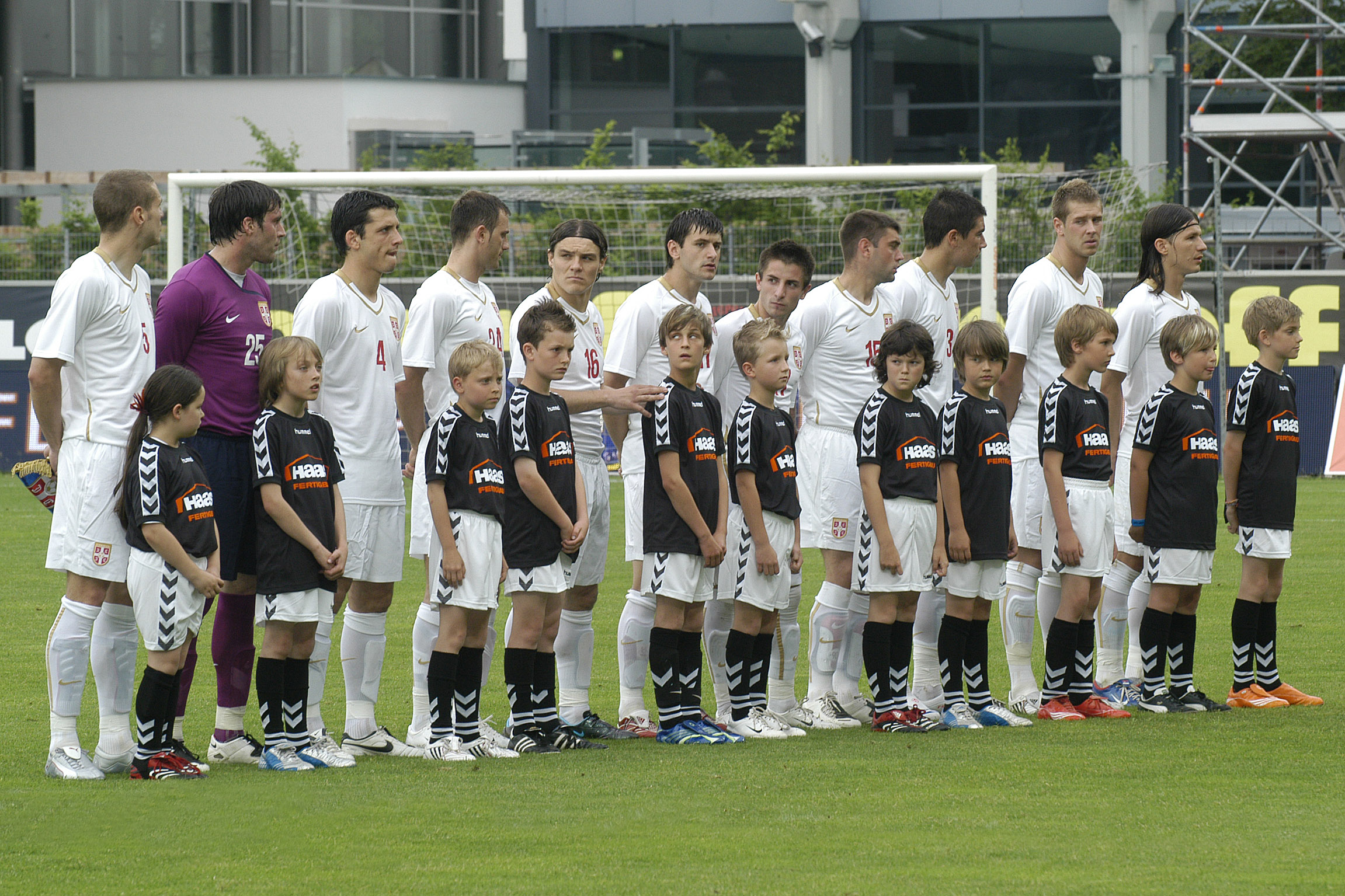
Сборная Сербии на товарищеском матче с Россией в Германии, 28 мая, 2008
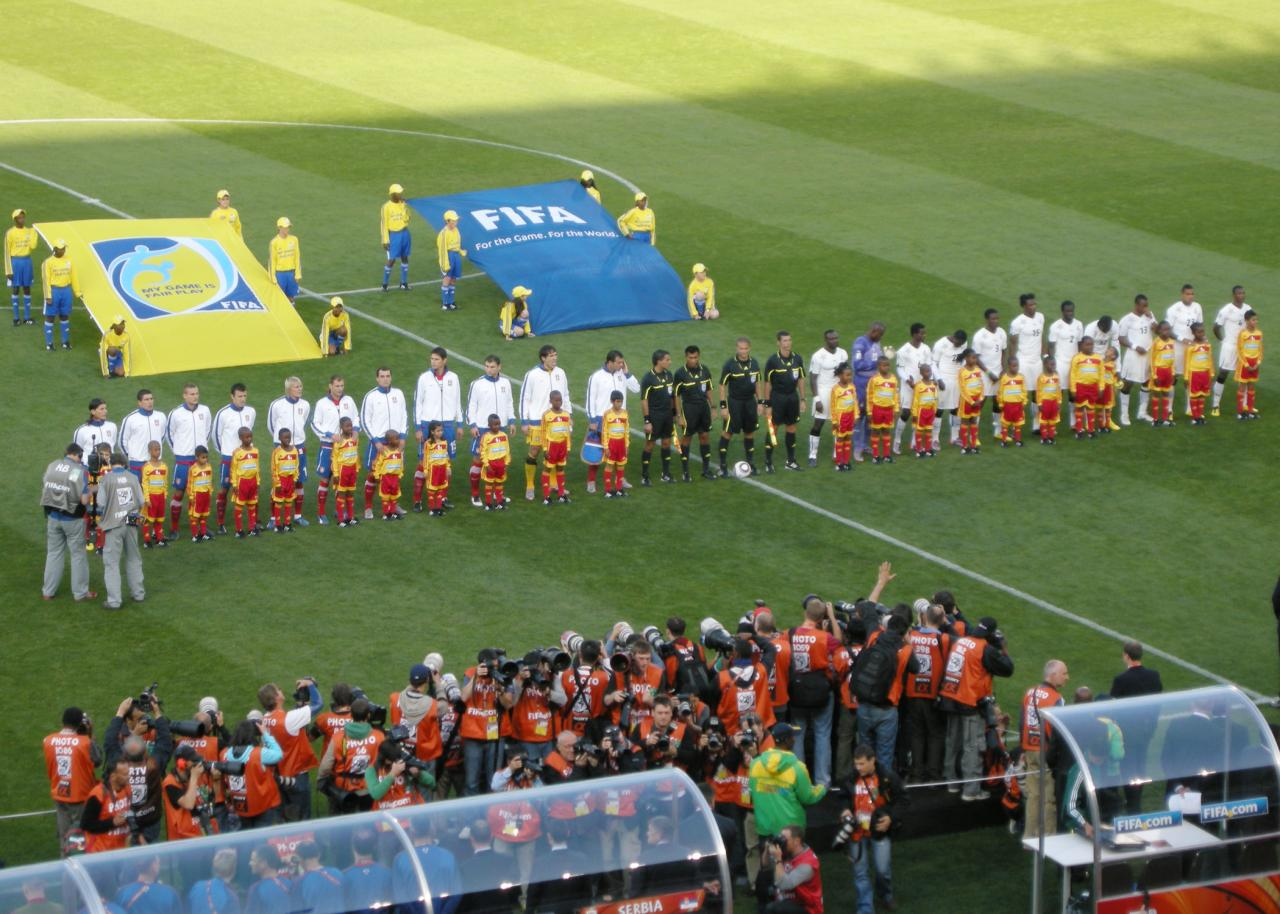
Сборная (слева) перед матчем со сборной Ганы на чемпионате мира, 13 июня 2010
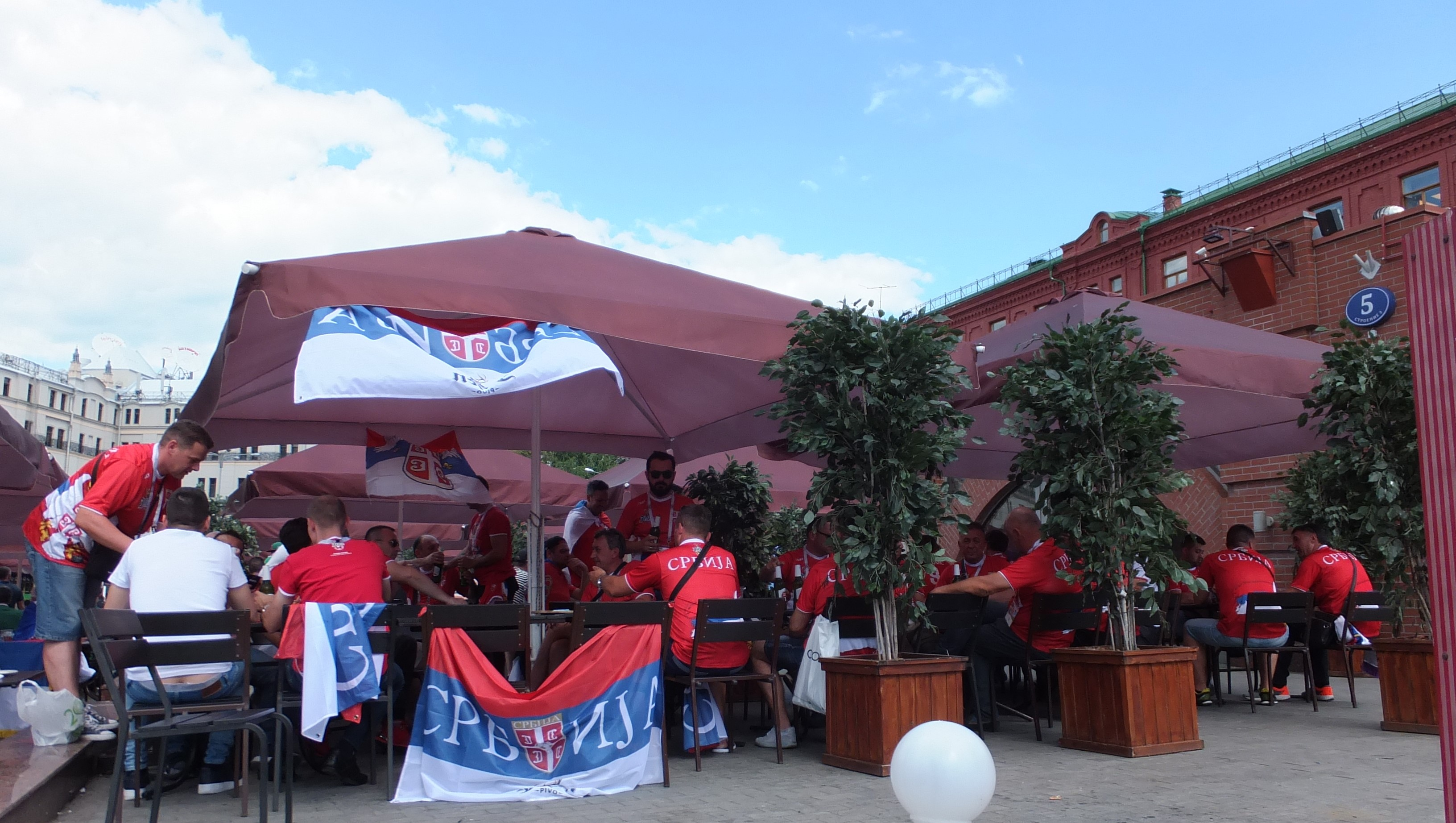
Болельщики сборной Сербии на чемпионате мира 2018 в Москве